# Къмбърланд (окръг, Пенсилвания)
Вижте пояснителната страница за други значения на Къмбърланд.
Окръг Къмбърланд (на английски: Cumberland County) е окръг в щата Пенсилвания, Съединени американски щати. Площта му е 1427 km², а населението - 250 066 души (2017). Административен център е град Карлайл.